# Ivan Österblad
John Ivan Österblad, född 25 februari 1937 i Karlshamns församling i Blekinge län, död 16 december 2016 i Östertälje distrikt i Stockholms län, var en svensk militär.

## Biografi
Österblad avlade officersexamen vid Krigsskolan 1959 och utnämndes samma år till fänrik vid Göta trängregemente. Han befordrades till major i Generalstabskåren 1972 och tjänstgjorde vid Norrlands trängregemente 1974–1976. År 1976 befordrades han till överstelöjtnant i Generalstabskåren, varefter han var avdelningschef vid staben i Östra militärområdet 1976–1977, chef för Trängavdelningen i Arméstaben 1977–1978, chef för Sektion 1 vid staben i Östra militärområdet 1978–1980 och bataljonschef vid Hälsinge regemente 1981–1982. År 1982 befordrades han till överste, varpå han var ställföreträdande chef för Hälsinge regemente 1982–1983 samt försvarsdirektör och avdelningschef i Apoteksbolaget 1983–1995. Österblad pensionerades från Försvarsmakten 1992.
Ivan Österblad invaldes som ledamot av Kungliga Krigsvetenskapsakademien 1981.
Ivan Österblad var son till reparatören John Österblad och Helga Olsson. Han gifte sig 1960 med Ulla Peterson. Han är gravsatt på Södertälje kyrkogård.